# Экстрафон
«Экстрафон» — фирма грамзаписи, работавшая в Киеве в 1911—1919 годах, выпускала пластинки с этикетками «Экстрафон» и «Артистотипия».

## Предыстория и постройка фабрики
В конце XIX — начале XX вв. в Киеве работал крупный магазин «Депо музыкальных инструментов Г. И. Ииндржишека» со своими мастерскими по ремонту и изготовлению музыкальных инструментов. В 1902 году в магазине открылся нотный отдел, а с 1903 начали продаваться граммофоны и грампластинки. В 1909 году в Киев из Петербурга прибыл глава небольшой немецкой торговой фирмы «Интернациональ Экстра-Рекорд» Эрнест Гессе. Гессе и владелец музыкального «Депо» «русский чех» Йиндржих (Генрих Игнатьевич) Йиндржишек открыли на Крещатике студию звукозаписи. Восковые матрицы, сделанные киевским отделением «Интернациональ Экстра-Рекорд» немедленно отправлялись в Берлин, где находилось производство грампластинок. Транспортные расходы предприятия были велики, а спрос на пластинки значительно превышал предложение, сроки выполнения заказов задерживались, поэтому компаньоны решили построить фабрику грампластинок в Киеве. Было выбрано место на Шулявке, где в то время находилась крупная колония чешских иммигрантов, многие из которых работали на заводе Гретера и Криванека (ныне — завод «Большевик»).
2 июля 1910 года Йиндржишек обратился за разрешением на строительство фабрики, и 24 сентября оно было получено. Фундамент фабрики торжественно заложен по адресу Вторая Дачная линия, № 5 (ныне ул. Смоленская, № 31—33). Архитекторы здания фабрики — Филип Краус и Бедрих Кораб. В фундамент был заложен стеклянный сосуд с запечатанным в нём письмом Йиндржишека к потомкам, при перестройке здания в 1965 или 1966 году это письмо было найдено. К июню 1911 года главный корпус был почти готов, новая фабрика зарегистрирована под названием «Экстрафон». В ночь на 8 (?12) июня произошёл пожар, нанёсший убытков на сумму около 150 000 рублей, была уничтожена значительная часть звукозаписей. Считается, что после этого случая Э. Гессе потерял интерес к предприятию и продал своё уцелевшее имущество Йиндржишеку, однако известны архивные документы, согласно которым компаньоны продолжали владеть акционерным капиталом поровну. Фабрика не была застрахована, поскольку административно находилась за пределами территории Киева, к тому же страховые компании отказывались страховать огнеопасное предприятие. Йиндржишек вложил в дело ещё 50 000 рублей и возобновил работы по оборудованию фабрики. Ещё одним препятствием для открытия производства стало обращение к властям владельцев шулявских дач — они боялись новых пожаров и просили закрыть предприятие. Несмотря на это, в октябре было получено разрешение на продолжение строительства с условием оборудования фабрики паровыми котлами, а затем нефтяными двигателями для уменьшения загрязнения воздуха.
В конце 1911 года в «Депо музыкальных инструментов» произошла первая распродажа грампластинок, изготовленных на фабрике «Экстрафон» с уцелевших после пожара матриц «Интернациональ Экстра-Рекорд». Первые пластинки диаметром 25 см продавались по цене 1 рубль, а односторонние диаметром 28 см — по 50 копеек. Одновременно начался выпуск рекламного журнала «Пластинка», а вскоре при фабрике открылась собственная студия звукозаписи.

## Работа предприятия
На момент открытия на фабрике работало 12—20 человек, имелось 2 двигателя мощностью 7 и 20 л.с., паровой котёл, электродвигатели, валки для смешивания массы, 2 токарных станка. Кроме главного корпуса и вспомогательных помещений, в отдельном здании было жилое помещение на трёх человек.
На фабрике выпускались пластинки двух серий — «Артистотипия» (до 1911 года выходила под маркой «Интернациональ Экстра-Рекорд») — с записями главным образом оперных арий, и «Экстрафон» — с менее академическим репертуаром: танцевальная, народная музыка, романсы, арии из оперетт. Одной из первых на студию была приглашена молодая певица Ковальчевская, которую по характеру исполнения сравнивают с Надеждой Плевицкой.
Для управления и развития производства требовался специалист, поскольку наладившие работу фабрики немцы уехали. В качестве такого специалиста осенью 1912 года был приглашён из Москвы управляющий фирмы «Метрополь-Рекорд» Яков Иванович Берквиц, которому ставят в заслугу последующий успех предприятия. Киевские газеты тех лет называют Берквица управляющим «Экстрафона». Коллекционер грампластинок и специалист по истории звукозаписи А. И. Железный считает, что Берквицу удалось найти первоклассного инженера-звукотехника, фамилию которого ему не удалось установить. Специалист по истории Киева М. А. Рыбаков, работая с материалами Государственного архива Киева, не обнаружил подтверждения тому, что Берквиц занимал должность управляющего «Экстрафона». В платёжных документах имеются многочисленные записи о выплатах не «управляющему», а «технику Берквицу за звукозаписи». Вероятно, он всё же и был тем самым первоклассным инженером-звукотехником. Также Рыбаков предполагает, что звукотехником мог быть некто Колтунов, регулярно получавший от «Экстрафона» относительно большие выплаты.
Репертуар выпускаемых пластинок был весьма широк. В октябре 1912 года вышли первые шлягеры или, как их тогда называли, «боевики» «Экстрафона», из которых особой популярностью пользовалась песня «Гриша уезжает». Записывались оперные и камерные певцы — О. И. Камионский, П. И. Словцов, некоторые артисты записывались анонимно. Установлено, что «неизвестным баритоном», записи которого пользовались особым спросом, был Г. А. Бакланов. Он имел контракт с фирмой «Граммофон», запрещающий записи в других компаниях. Популярны были пластинки в цыганском стиле с записями певицы М. А. Эмской, скрипача М. Г. Эрденко.
В 1912 году впервые выпущены пластинки с украинской музыкой — народными песнями, танцами, песнями на слова Т. Г. Шевченко и других авторов. Первыми из них были семь песен в исполнении хора М. А. Надеждинского, 6 песен тенора И. Е. Гриценко и 6 песен сопрано Е. Д. Петляш. С этого момента «Экстрафон» продолжает выпускать записи на украинском языке, а также чешской, грузинской музыки и песен на «татарском» (азербайджанском) языке. (Предприятия Йиндржишека имели отделения в нескольких городах Российской империи, в том числе в Баку, известна фамилия азербайджанского агента «Экстрафона» — Агаджанов). В 1913 году серия «Артистотипия» начала выпускаться в виде 30-сантиметровых пластинок-«гигантов».
Качество звукозаписи современники оценивали как превосходное, оформлялись пластинки этикетками с фотопортретами артистов. Производились на фабрике и граммофонные аппараты.
Сначала «Экстрафон» не воспринимали как серьёзного конкурента крупным российским и зарубежным фирмам грамзаписи, и 1912—1913 годы действительно были для предприятия неудачными. Однако владельцы, несмотря на убытки, продолжали расширять производство, производили крупные закупки материалов — шеллака, меди, химикатов для гальванического процесса, имелся агент в Уральске, вероятно, отвечавщий за доставку сырья. C 1913 по 1915 год количество гидравлических прессов увеличилось с 6 до 12, матриц для пластинок — с 2142 до 3349, на складе фабрики в конце 1913 года было 27 001 пластинка, а через год — 37760. В 1915—1916 годах мощность фабрики достигала 500 000 пластинок в год. Численность персонала не была значительно увеличена: в 1915 году на предприятии было около 30 рабочих и 10—11 служащих, большинство работников были чехи. Капитал акционерного общества составлял по состоянию на 1 января 1913 года — 59 482 рубля, на 1 января 1914 года — 35 311 рублей, на 1 января 1915 года — 35 968 рублей.
В конце 1917 — начале 1918 годов производство было остановлено из-за нехватки сырья, в 1919 году оборудование фабрики было экспроприировано большевиками. Последний раз в архивных документах фабрика упоминается в октябре 1919 года, когда её имущество было застраховано сроком на 1 год в страховой компании «Волна». (Йиндржишек в июне 1919 года уже уехал в Чехию). С 1922 года на территории фабрики работали мастерские, весовая фабрика (с 1928 года — Киевский завод весов), затем завод порционных автоматов. В 1975 году завод преобразован в производственное объединение ВЕДА («Весовые электронные дозирующие автоматы»).

## «Экстрафон» в годы Первой мировой войны
С началом войны Й. Йиндржишек стал активно участвовать в политической жизни чехов, находящихся на территории России. Под его руководством с первых же дней войны организован приём добровольцев в батальон «Чешская Дружина» — один из первых чехословацких легионов. Не остался в стороне от событий и «Экстрафон». Фирма начала выпускать пластинки с военными и патриотическими песнями, которые сразу приобрели огромную популярность и расходились за короткое время тиражами до 70 тысяч («Повесть о юном прапорщике»). Названия некоторых из этих песен: «Георгиевский кавалер», «Памяти лётчика Нестерова», «Страдания Сербии», «Подвиг Алексея Макухи», «Смерть героя», «Гусары-усачи». Выход новых пластинок «Экстрафона» сравнивали со сводками фронтовых новостей.
Большинством граммофонных фирм в России владели немцы, и во время войны их предприятия закрывались, владельцы уезжали или были арестованы. Вскоре в стране осталось всего четыре производителя пластинок, из которых только две были собственно российскими — «Экстрафон» и фабрика Русского Акционерного Общества Граммофонов в Апрелевке (бывший «Метрополь-Рекорд»).

Весной 1915 года, в связи с немецким наступлением в Галиции, киевские предприниматели прекращали производство и начинали эвакуировать оборудование. Й. Йиндржишек в это время продолжал отдавать распоряжения о закупке материалов для «Экстрафона», следуя его примеру промышленники прекратили эвакуацию. Тогда же инженер Станислав Гоужвиц предложил Йиндржишеку открыть производство повозок для нужд русской армии. Был собран стартовый капитал, и на территории «Экстрафона» за три месяца развёрнуто производство. Новое предприятие стало называться «Чешской обозной фабрикой», или «Возовкой», к работе на нём привлекли около 150 пленных австрийских чехов. Пленные содержались в тяжёлых условиях в Дарницком лагере, общество им. Я. А. Коменского, председателем которого также был Йиндржишек, содействовало их освобождению и устройству на заводы, им выдавались документы для свободного передвижения по городу. Пленных не разрешалось использовать на военных работах, и рабочие обозной фабрики для конспирации числились пожарными «Экстрафона». Хотя пленные и были самой дешёвой рабочей силой, после лагеря они соглашались работать за минимальную плату, «Возовка» была больше социальным предприятием, чем прибыльным. Руководил производством инженер В. Кашпар, который в 1907 году обустроил на Шулявке парк «Стромовку».
Только весной 1916 года вышло официальное разрешение использовать пленных в военной промышленности. Рабочих на фабрике стало 300, им увеличили заработную плату. Обозной фабрике оказывал содействие генерал Н. А. Ходорович, помощник главного начальника Киевского военного округа. Осенью 1916 года для «Возовки» построена собственная лесопилка на ул. Дмитровской, а на Демиевке на ул. Совской — открыты автомастерские на базе бывшей фирмы «Лаурин и Клемент».
Прекратила работу Чешская обозная фабрика одновременно с «Экстрафоном».